# Беувкес, Рейнир
Рейнир Бертюс Беувкес (нидерл. Reinier Bertus Beeuwkes; 17 февраля 1884, Гаага — 1 апреля 1963, там же) — нидерландский футболист, игравший на позиции вратаря, выступал за команды ХВВ Квик и ДФК. Первый в истории вратарь и участник первого официального матча в истории сборной Нидерландов.
В составе сборной сыграл 19 матчей — бронзовый призёр Олимпийских игр 1908 года.

## Личная жизнь
Рейнир родился в феврале 1884 года в городе Гаага. Отец — Рейнир Бертюс Беувкес, был родом из Арнема, мать — Хелена Сюзанна Хюгюэнин. Помимо него, в семье была ещё старшая дочь по имени Хелена Сюзанна.
Работал региональным секретарём в Голландской Ост-Индии. Был женат на Христине Вилхелмине Кох, уроженке Амстердама. Их брак был зарегистрирован 30 октября 1919 года в Амстердаме. В декабре 1928 года супруги развелись.
Умер 1 апреля 1963 года в возрасте 79 лет в Гааге.

## Матчи и голы за сборную
| №  | Дата            | Оппонент       | Д / Г | Счёт | Голы | Соревнование          |
| -- | --------------- | -------------- | ----- | ---- | ---- | --------------------- |
| 1  | 30 апреля 1905  | Бельгия        | Г     | 1:4  | 1    | Товарищеский матч     |
| 2  | 14 мая 1905     | Бельгия        | Д     | 4:0  | —    | Товарищеский матч     |
| 3  | 1 апреля 1907   | Англия (люб.)  | Д     | 1:8  | 8    | Товарищеский матч     |
| 4  | 14 апреля 1907  | Бельгия        | Г     | 1:3  | 1    | Товарищеский матч     |
| 5  | 9 мая 1907      | Бельгия        | Д     | 1:2  | 2    | Товарищеский матч     |
| 6  | 29 марта 1908   | Бельгия        | Г     | 1:4  | 1    | Товарищеский матч     |
| 7  | 26 апреля 1908  | Бельгия        | Д     | 3:1  | 1    | Товарищеский матч     |
| 8  | 10 мая 1908     | Франция        | Д     | 4:1  | 1    | Товарищеский матч     |
| 9  | 22 октября 1908 | Великобритания | Г     | 4:0  | 4    | Олимпийские игры 1908 |
| 10 | 23 октября 1908 | Швеция         | Д     | 2:0  | —    | Олимпийские игры 1908 |
| 11 | 25 октября 1908 | Швеция         | Д     | 5:3  | 3    | Товарищеский матч     |
| 12 | 21 марта 1909   | Бельгия        | Г     | 1:4  | 1    | Товарищеский матч     |
| 13 | 12 апреля 1909  | Англия (люб.)  | Д     | 0:4  | 4    | Товарищеский матч     |
| 14 | 25 апреля 1909  | Бельгия        | Д     | 4:1  | 1    | Товарищеский матч     |
| 15 | 11 декабря 1909 | Англия (люб.)  | Г     | 9:1  | 9    | Товарищеский матч     |
| 16 | 13 марта 1910   | Бельгия        | Г     | 3:2  | 3    | Товарищеский матч     |
| 17 | 10 апреля 1910  | Бельгия        | Д     | 7:0  | —    | Товарищеский матч     |
| 18 | 24 апреля 1910  | Германия       | Д     | 4:2  | 2    | Товарищеский матч     |
| 19 | 16 октября 1910 | Германия       | Г     | 1:2  | 1    | Товарищеский матч     |

1. 1 2 3  Не является официальным товарищеским матчем ФИФА.

Итого: 19 матчей / 43 пропущенных гола; 13 побед, 6 поражений.